# Dehnamühle
Die Dehnamühle ist ein historisches Mühlenensemble aus dem Jahr 1714 im Dehnagrund zwischen den thüringischen Ortschaften Großeutersdorf und Eichenberg im Saale-Holzland-Kreis. Zum Ensemble gehören neben der ehemaligen Wassermühle auch die ehemalige Gastwirtschaft „Zur Dehnamühle“ und das „Grüne Haus“, das ursprünglich als Schießstand errichtet wurde. Heute werden Teile der Gebäude als Wohn-, Gewerbe- und Ausstellungsräume genutzt.

## Geographische Lage
Die Dehnamühle liegt im Dehnagrund, einem Tal zwischen Großeutersdorf und Eichenberg im Saale-Holzland-Kreis, Thüringen. Der Dehnabach, der durch das Tal fließt, war die Hauptwasserquelle für den Mühlenbetrieb. Die Umgebung ist geprägt von einer Kombination aus Wiesen, Wäldern und landwirtschaftlichen Flächen.

## Geschichte

### Bau und frühe Nutzung
Die Mühle wurde 1714 von Kammerjunker Heinrich Christoph von Bendeleben errichtet und 1715 in Betrieb genommen. Sie diente als Mahl- und Schlagmühle für die umliegenden Gemeinden, insbesondere für das Rittergut Eichenberg. Der erste Müller, Hans Carl Biertümpfel, erhielt die Mühle mit der Auflage, das Korn des Rittergutes kostenlos zu mahlen.
1732 wurde die Mühle durch ein Hochwasser schwer beschädigt. In den folgenden Jahrzehnten kam es mehrfach zu Konflikten mit der benachbarten Großeutersdorfer Mühle über die Wasserrechte des Dehnabaches.

### 19. und 20. Jahrhundert: Brände, Modernisierung und Wirtschaftswandel
1881 zerstörte ein Großbrand die Mühle, die anschließend baulich verändert wiederaufgebaut wurde. 1903 kam es erneut zu einem Brand, bei dem unter anderem das Mühlrad zerstört wurde. 

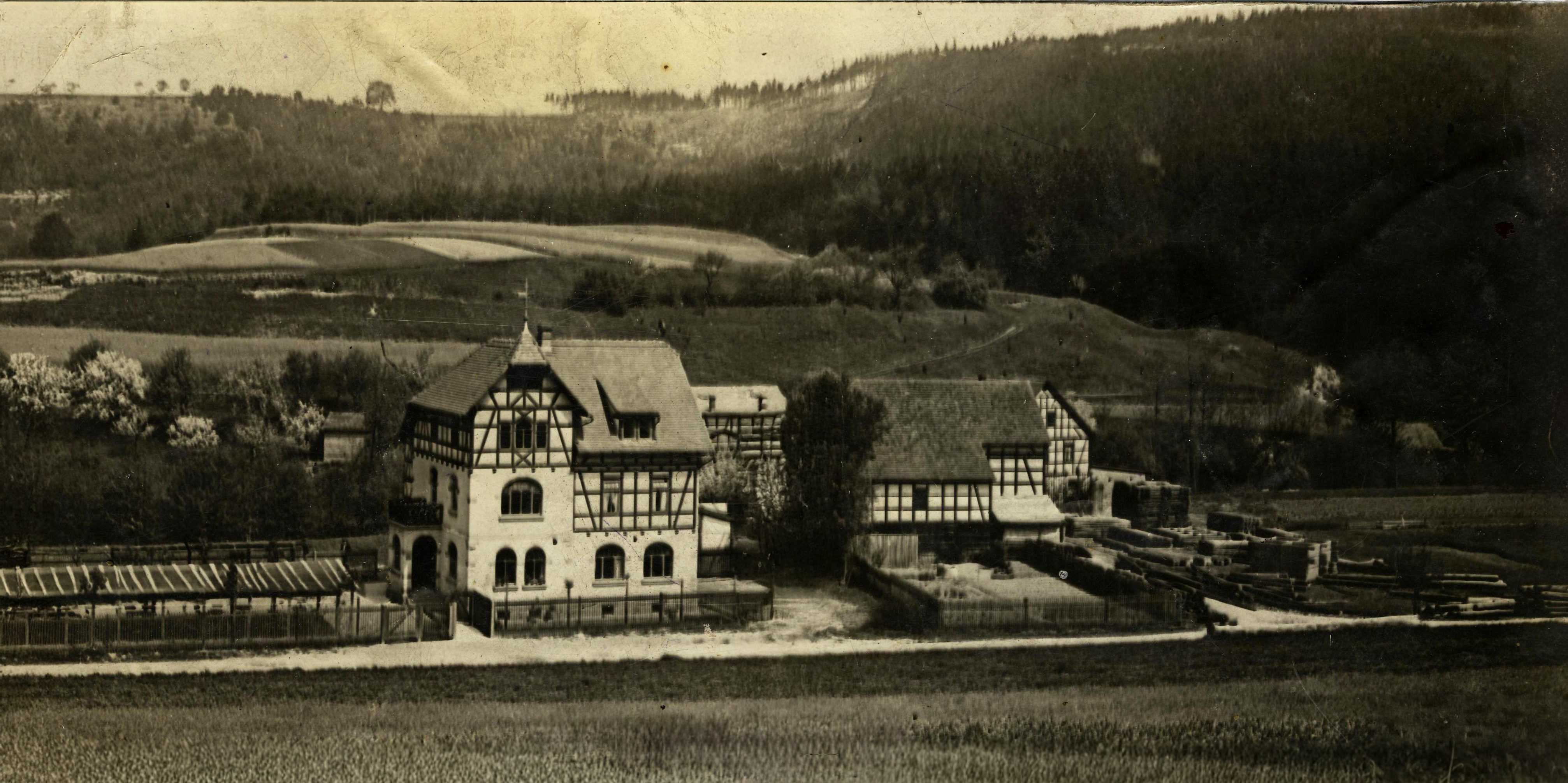
Das Gebäude des Restaurants (links) und die Dehnamühle (rechts) im Jahr 1908.

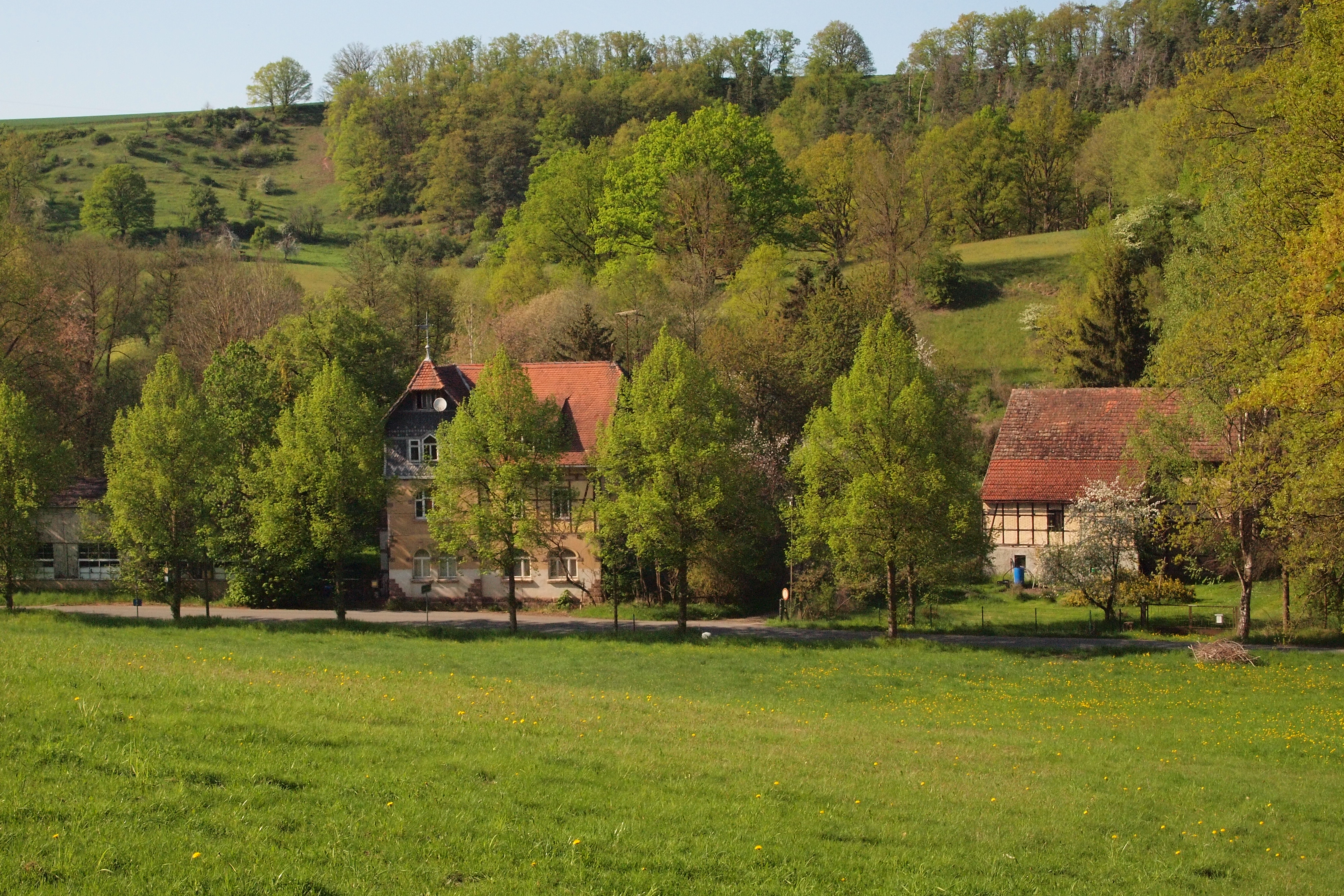
Gleiche Ansicht im Jahr 2025.

1908 ließ der damalige Besitzer Karl Werther neben der Mühle die Gastwirtschaft „Zur Dehnamühle“ errichten. In den 1920er und 1930er Jahren war sie insbesondere für Tanzveranstaltungen, Vereinsfeste und Sommerfrischen bekannt. Nach dem Zweiten Weltkrieg wurde das Gebäude zweckentfremdet genutzt und diente unter anderem als Notunterkunft für Umsiedler. Die Gaststätte wurde erst 1988 endgültig geschlossen.
1911 wurde zur Modernisierung des Betriebs ein 10-PS-Benzolmotor installiert.

### Heinz Waterboer als Bewohner
In den 1930er Jahren lebte der Maler Heinz Waterboer (1900–1972) in der Dehnamühle. Er war Schüler des Bauhaus-Künstlers Lyonel Feininger und bekannt für seine expressionistischen Landschaftsbilder. 

### Zweiter Weltkrieg und Nachkriegszeit
Während des Zweiten Weltkriegs wurde die Dehnamühle in die Kriegsproduktion der REIMAHG einbezogen. Die Gaststätte diente als Küche für die Bauleitung.
Nach dem Krieg wurde die Mühle geplündert und diente zunächst als Notunterkunft für Umsiedler. Zwischen 1947 und 1949 wurde in der Dehnamühle ein hölzerner Tanzsaal errichtet, in dem regelmäßig Veranstaltungen stattfanden.
Mit der Verstaatlichung der Landwirtschaft in der DDR wurde die Dehnamühle in den 1950er Jahren Teil einer LPG. Der Mühlenbetrieb wurde 1956 eingestellt, die Gastwirtschaft bestand jedoch bis 1988 weiter.

## Gebäudeensemble
Das Ensemble der Dehnamühle besteht aus mehreren historischen Gebäuden, die unterschiedliche Funktionen hatten und noch heute das Ortsbild des Dehnagrunds prägen.

### Wassermühle
Die Wassermühle wurde 1714 errichtet und bis 1956 als Mahl- und Schlagmühle betrieben. Sie verfügte über ein oberschlächtiges Wasserrad, das vom Dehnabach gespeist wurde. Nach der Stilllegung wurde das Gebäude zu Wohn- und Gewerbezwecken umgebaut. Heute befindet sich hier auch eine Heimatstube zur regionalen Mühlen- und Landwirtschaftsgeschichte.

### Ehemalige Gastwirtschaft „Zur Dehnamühle“
1908 wurde neben der Mühle eine Gastwirtschaft errichtet, die sich zu einem beliebten Ausflugsziel entwickelte. In den 1920er und 1930er Jahren war sie insbesondere für Tanzveranstaltungen, Vereinsfeste und Sommerfrischen bekannt. Heute befindet sich das Gebäude in Privatbesitz.

### „Grünes Haus“
Das sogenannte „Grüne Haus“ wurde ursprünglich als Schießstand errichtet und diente militärischen Vereinen für Schießübungen. Später wurde es umgebaut und als Wohnhaus genutzt. In jüngerer Zeit wurde es teilweise saniert und wird als Wohngebäude genutzt.

## Heutige Nutzung
Nach der Wiedervereinigung wurden die Gebäude wieder privatisiert. Während das Hauptgebäude der Mühle und das "Grüne Haus" teils als Wohnraum dient, wird die ehemalige Gastwirtschaft nicht mehr gastronomisch genutzt. 

### Fledermausquartier
Einige Gebäude der Dehnamühle dienen heute als geschützte Quartiere für die Kleine Hufeisennase  (*Rhinolophus hipposideros*), eine in Deutschland stark gefährdete Fledermausart. Die Dachböden und geschützten Hohlräume bieten ideale Bedingungen für Sommerquartiere. Im Rahmen von Naturschutzmaßnahmen wurde die Dehnamühle für diese Nutzung angepasst, um den Bestand der Art langfristig zu sichern.

### Heimatstube

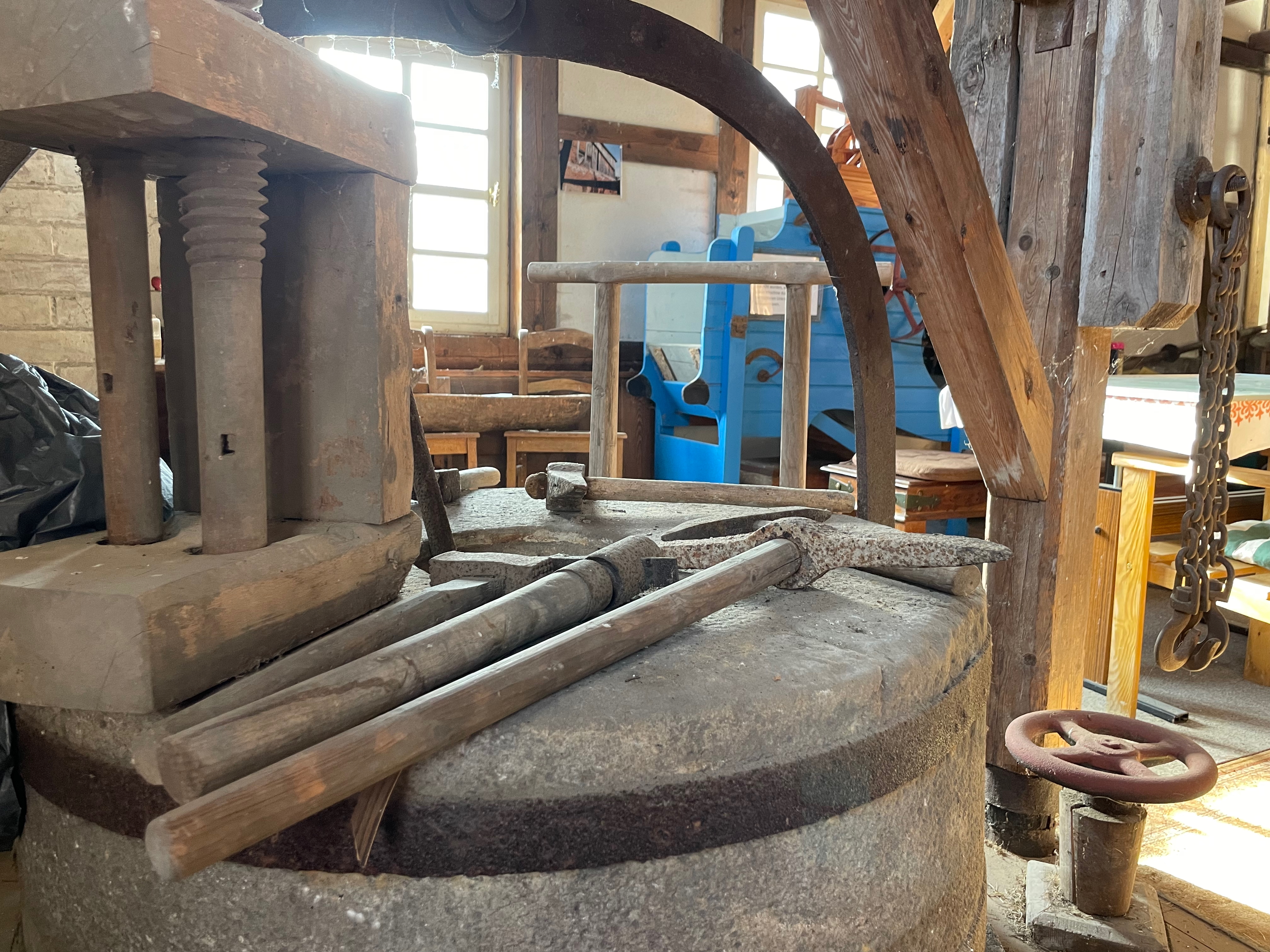
Heimatstube im Mühlengebäude der Dehnamühle

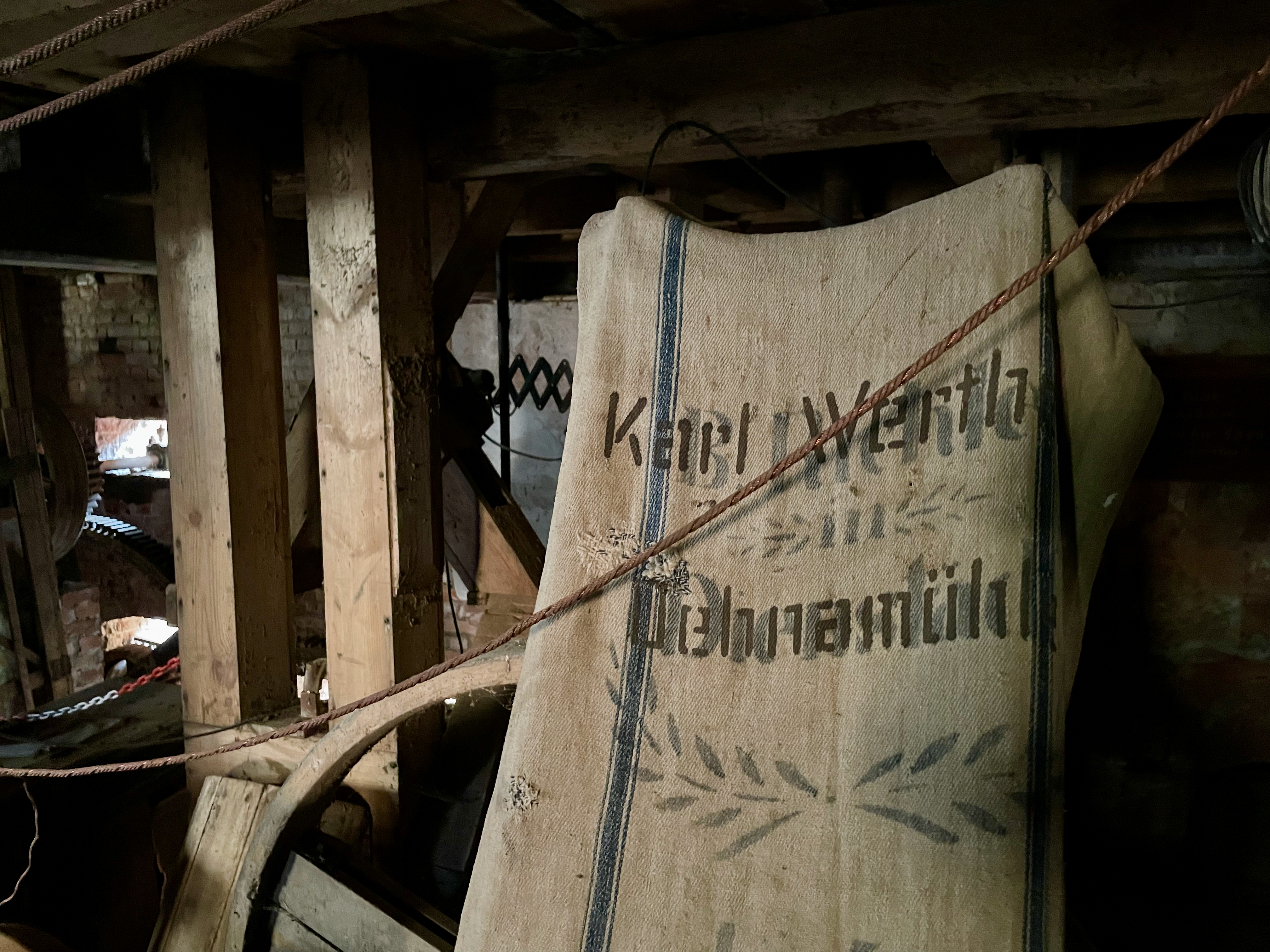
Die Wasserradstube im unteren Bereich des Mühlengebäudes. Getreidesack von Karl Werther.

In den Räumlichkeiten der Dehnamühle befindet sich heute eine Heimatstube, die vom Verein „Natur und Geschichte im Dehnatal e. V.“ betreut wird. Die Ausstellung zeigt historische landwirtschaftliche Geräte um das Jahr 1900, Technikgeschichte der Mühle sowie Dokumente zur Heimatgeschichte der Region. Zusätzlich gibt es naturkundliche Führungen zur Flora und Fauna des Dehnatals.
Die Heimatstube kann nach Anmeldung besichtigt werden, es gibt jedoch keine festen Öffnungszeiten. Seit 2025 beteiligt sich die Dehnamühle am bundesweiten Deutschen Mühlentag mit Führungen und Einblicken in die historische Technik. Weitere Informationen und Anmeldemöglichkeiten für Gruppenführungen sind auf der offiziellen Webseite unter www.dehnamuehle.de zu finden.